# 亞洲博雅大學聯盟
亞洲博雅大學聯盟（AALAU）是一個由亞洲主要博雅大學組成的聯盟。創立於2017年11月，AALAU旨在振興、發展傳統博雅教育。聯盟秘書處位於香港嶺南大學。

## 概要
鑒於世界大學排名不能反映教育品質，15間願景、特色相近的大學組成了本聯盟。
AALAU的創始成員都是本國知名大學，其共同特點是高度國際化、高社會聲譽、高教育品質（校友成就突出），部分成員也入選《富比世》的「亞洲十大頂尖博雅大學」。

## 成員大學
本聯盟有15間創始成員大學（標記 †）。如今，已擴展至26個成員

### 中國大陆
- 昆山杜克大学 †
- 华东师范大学 †
- 东北师范大学
- 上海纽约大学
- 宁波诺丁汉大学 †
- 北京大学元培学院 †

### 香港
- 嶺南大學 †
- 香港恒生大學

### 日本
- 國際基督教大學 †
- 九州大學
- 立教大學
- 上智大學 †
- 东京大学 †
- 早稻田大学 †

### 臺灣
- 輔仁大學 †
- 國立政治大學 †
- 東海大學 †

### 韓國
- 東國大學
- 梨花女子大學
- 慶熙大學 †
- 首爾大學 †
- 首爾市立大學
- 嶺南大學
- 延世大學 †

### 印度
- 共生博雅學校（英语：Symbiosis School for Liberal Arts）

### 泰國
- 瑪希敦大學

## 外部連結
- The Alliance of Asian Liberal Arts Universities (AALAU) （页面存档备份，存于）